# Authie (Calvados)
Authie er en kommune i Calvados departementet i Basse-Normandie regionen i det nordvestlige Frankrig.

## Geografi
Authie ligger seks kilometer nordvest for Caen. Indbyggerne kaldes for Altavillais. De har selv valgt navnet ved en folkeafstemning hvis resultat var i modstrid med bynavnets sproglige oprindelse

## Historie
Kommunen blev befriet den 8. juli 1944, men var stort set blevet ødelagt under de forudgående bombardementer.